# Buakaw Banchamek
Sombat Banchamek (tiếng Thái: สมบัติ บัญชาเมฆ, sinh ngày 8 tháng 5 năm 1982) AKA Buakaw Banchamek (tiếng Thái: บัวขาว บัญชาเมฆ, Buakaw có nghĩa là "hoa sen trắng") là một võ sỹ muay Thai người Thái gốc Kuy trước đây  thi đấu cho Pro. Pramuk Gym, ở Bangkok, Thái Lan, dưới cái tên thi đấu là Buakaw Por. Pramuk (tiếng Thái: บัวขาว ป.ประมุข). Anh là cựu vô địch Omnoi Stadium hai lần, vô địch Lumpini Stadium Toyota Marathon, nhà vô địch Thái Lan Featherweight và hai lần vô địch K-1 World MAX. Kể từ ngày 1 tháng 8 năm 2017, anh được xếp hạng là trọng lượng nhẹ thứ 5 trên thế giới bởi CombatPress.com.
Ngoài ra, Buakaw cũng chơi bóng đá chuyên nghiệp như một tiền đạo trong khu vực League Division 2 cho RBAC F.C.
Buakaw Banchamek có 301 trận thắng chuyên nghiệp trong sự nghiệp Muay Thai trên tổng số 336 trận. Anh bắt đầu sự nghiệp đánh đấm của mình từ rất sớm, ngay từ khi là một cậu bé 8 tuổi, Buakaw đã có tới hơn 400 lần thượng đài ngay trên quê nhà.
Tháng 7 năm 2004, Buakaw nổi danh trong giới võ thuật khi trở thành nhà vô địch thế giới K-MAX 1 (giải vô địch Kickboxing hàng đầu thế giới được tổ chức ở Nhật Bản) sau khi vượt qua những đối thủ như John Wayne Parr, Takayuki Kohiruimaki hay Masato.
Hai năm sau, cũng tại giải đấu này, anh đã lập nên một kỉ lục mới trong giới võ thuật khi hạ gục được tay đấm hàng đầu Hà Lan - Andy Souwer để trở thành võ sĩ đầu tiên 2 lần giành chức vô địch tại giải.
Tính tới tháng 7 năm 2015, anh giành chiến thắng tới 257 trận (trong đó 65 trận thắng knock-out), chỉ 41 trận thua và 12 trận hòa, ở độ tuổi 33. Đây là bảng thành tích mà ít tay đấm trên thế giới có thể đạt được.
Anh có bằng cử nhân quản trị kinh doanh, Đại học Assumption Thái Lan.
Anh đã có hai lần vào chùa tu hành. Lần thứ hai anh đi tu là để tỏ tưởng nhớ vua Bhumibol Adulyadej quá cố.